# Danny Smick
Daniel Smick, detto Danny (Olyphant, 24 dicembre 1915 – Midland, 6 aprile 1975), è stato un cestista statunitense, professionista nella NBL.

## Carriera
Giocò per una stagione nella NBL, disputando 35 partite con 2,2 punti di media.